# Alain de Royer-Dupré
Pour les articles homonymes, voir de Royer-Dupré, Royer et Dupré.
Alain de Royer-Dupré (24 septembre 1944 – ) est un entraîneur français chevaux de courses, spécialisé dans les courses de plat.

## Biographie
Fils de Jacques de Royer directeur des haras nationaux, Alain de Royer commence sa carrière à Savigné-l'Évêque, dans la Sarthe, après un stage au Haras du Mesnil. Cavalier amateur, il monte parfois en courses mais surtout s'impose vite comme l'un des meilleurs entraîneurs de l'Ouest, se voyant confier quelques éléments de l'écurie ultra-classique de l'Aga Khan. En 1981, il rejoint à Chantilly le maître-entraîneur François Mathet, qui gère la crème de l'effectif princier. À la mort de François Mathet, en 1983, Alain de Royer-Dupré prend la relève et, gardant la confiance du prince Aga Khan, s'installe définitivement parmi les tout meilleurs entraîneurs, bâtissant un palmarès exceptionnel jusqu'à fin 2021, lorsqu'il prend sa retraite et laisse son écurie à son ancien assistant Francis-Henri Graffard. Il a remporté 3 000 victoires, dont 93 au niveau groupe 1. Ses meilleurs éléments se nomment Dalakhani, Daylami, Darshaan ou encore, bien sûr, la grande Zarkava. Il est membre du Hall of Fame des courses hippiques françaises. 

### Distinctions
- 2022 :  Chevalier de la Légion d'honneur[4]

## Palmarès sélectif (courses degroupe 1uniquement)
France
- Prix de l'Arc de Triomphe – 2 – Dalakhani (2003), Zarkava (2008)
- Prix du Jockey Club – 6 – Darshaan (1984), Mouktar (1985), Natroun (1987), Dalakhani (2003), Darsi (2006), Reliable Man (2011)
- Prix de Diane – 6 – Shemaka (1993), Vereva (1997), Zainta (1998), Daryaba (1999), Zarkava (2008), Sarafina (2010)
- Poule d'Essai des Poulains – 3 – Ashkalani (1996), Daylami (1997), Sendawar (1999)
- Poule d'Essai des Pouliches – 4 – Masarika (1984), Zalaiyka (1998), Darjina (2007), Zarkava (2008)
- Grand Prix de Paris – 5 – Sumayr (1985), Valanour (1995), Khalkevi (2002), Montmartre (2008), Shakeel (2017)
- Prix Vermeille – 7 – Sharaya (1983), Darara (1986), Daryaba (1999), Shawanda (2005), Mandesha (2006), Zarkava (2008), Shareta (2012)
- Prix Saint–Alary – 7 – Behera (1989), Zainta (1998), Belle et Célèbre (2008), Sarafina (2010), Sagawara (2012), Vazira (2014), Siyarafina (2019)
- Prix Ganay – 5 – Kartajana (1991), Valanour (1996), Astarabad (1998), Dark Moondancer (1999), Dariyan (2016)
- Prix du Moulin de Longchamp – 3 – Ashkalani (1996), Sendawar (1999), Darjina (2007)
- Prix Royal–Oak – 3 – Tiraaz (1998), Vazirabad (2015, 2016)
- Grand Prix de Saint–Cloud – 3 – Pride (2006), Sarafina (2011), Zarak (2017)
- Prix d'Astarté – 2 – Mandesha (2006), Darjina (2007)
- Prix d'Ispahan – 2 – Sendawar (2000), Sageburg (2008)
- Prix Jean–Luc Lagardère – 2 – Danishkada (1986), Siyouni (2009)
- Prix Marcel Boussac – 2 – Zarkava (2007), Rosanara (2009)
- Prix de l'Opéra – 2 – Mandesha (2006), Dalkala (2013)
- Prix du Cadran – 2 – Tajoun (1999), Vazirabad (2017)
- Critérium International – 1 – Dalakhani (2002)
- Prix Lupin – 1 – Dalakhani (2003)
- Prix Morny – 1 – Chargé d'Affaires (1997)
- Prix de la Forêt – 1 – Varenar (2009)
- Prix Jean Romanet – 1 – Alpine Rose (2009)

 Royaume-Uni
- Champion Stakes – 1 – Pride (2006)
- St. James's Palace Stakes – 1 – Sendawar (1999)
- Falmouth Stakes – 1 – Giofra (2012)
- Yorkshire Oaks – 1 – Shareta (2012)

 Allemagne
- Bayerisches Zuchtrennen – 1 – Kartajana (1991)
- Preis von Europa – 1 – Sumayr (1985)

 Australie
- Melbourne Cup – 1 – Américain (2010)

 Hong Kong
- Hong Kong Cup – 1 – Pride (2006)
- Hong Kong Vase – 1 – Daryakana (2009)

 Irlande
- Irish Oaks – 2 – Shawanda (2005), Chicquita (2013)

 Italie
- Derby Italien – 1 – Houmayoun (1990)
- Grand Prix de Milan – 2 – Dark Moondancer (1999), Shamdala (2006)
- Premio Vittorio di Capua – 1 – Linngari (2007)

 États-Unis
- Breeders' Cup Turf – 1 – Lashkari (1984)
- Secretariat Stakes – 1 – Bayrir (2012)
- Jockey Club Oaks – 1 – Edisa (2019)

 Canada
- E.P. Taylor Stakes – 2 – Khariyda (1987), Reggane (2010)

 Dubaï
- Dubaï Sheema Classic – 1 – Dolniya (2015)